# Valea Îndărăt
Valea Îndărăt – wieś w Rumunii, w okręgu Ardżesz, w gminie Poienarii de Muscel. W 2011 roku liczyła 192 mieszkańców.